# Galium trilobum
Galium trilobum är en måreväxtart som beskrevs av John William Colenso. Galium trilobum ingår i släktet måror, och familjen måreväxter. Inga underarter finns listade i Catalogue of Life.